# Bawang (Tempuran)
Bawang is een bestuurslaag in het regentschap Magelang van de provincie Midden-Java, Indonesië. Bawang telt 729 inwoners (volkstelling 2010).